# 민티메르 샤이미예프

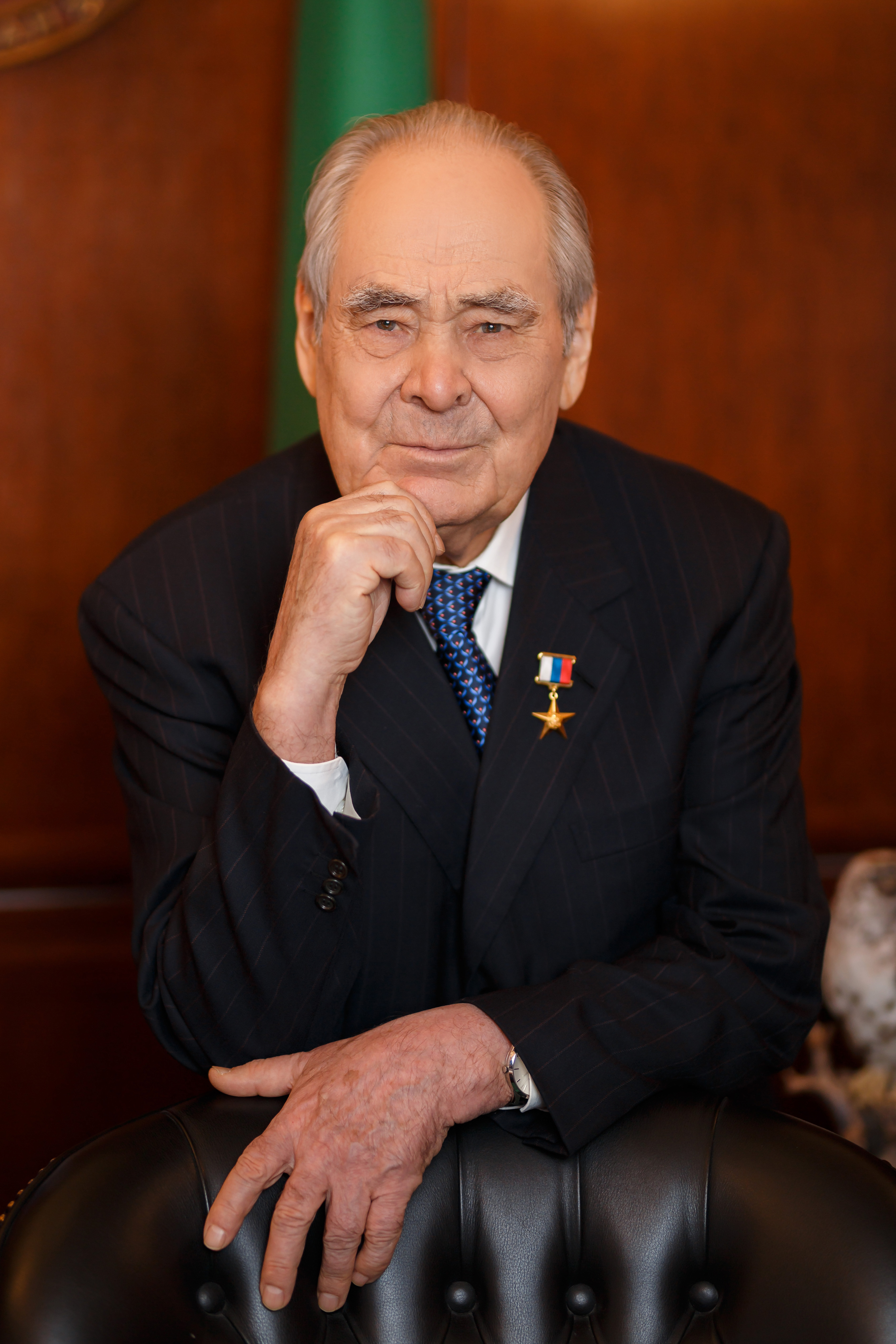
민티메르 샤이미예프

민티메르 샤리포비치 샤이미예프(러시아어: Минтимер Шарипович Шаймиев, 타타르어: Минтимер Шәрип улы Шәймиев, 1937년 1월 20일 ~ )는 러시아의 타타르족 정치인이다. 소속 정당은 통합 러시아이다.

## 생애
소련 타타르 자치 소비에트 사회주의 공화국(현재의 러시아 타타르스탄 공화국)의 아냐코보(Anyakovo) 마을에서 태어났다. 1959년 카잔 농업 대학을 졸업했고 1963년에는 소련 공산당에 입당했다. 1967년에는 타타르 공화국 지방당 조직의 농업부 차장과 강사로 임명되었고 1969년에는 타타르 공화국의 물 개량 및 개선 담당자로 임명되었다. 1983년에는 타타르족 각료 회의의 부의장으로 임명되었다.
1989년에는 타타르 공화국 공산당의 제1비서로 임명되었고 같은 해에 소련 대의원으로 선출되었다. 1990년 4월에는 타타르 공화국 최고 소비에트 의장으로 선출되었으며 1990년 8월 31일에는 타타르 공화국의 주권 선언에 참여했다. 1991년 6월 12일부터 2010년 3월 25일까지 타타르 공화국의 대통령을 역임했다.